# Đội tuyển bóng chuyền nam quốc gia Đức
Đội tuyển bóng chuyền nam quốc gia Đức là đội bóng đại diện cho Đức tại các cuộc thi tranh giải và trận đấu giao hữu bóng chuyền nam ở phạm vi quốc tế. Năm 1970, với tư cách là ứng cử viên thi đấu của Tây Đức, đội tuyển đã giành huy chương vàng tại giải Vô địch thế giới. Năm 2014, sau cuộc tái thống nhất nước Đức hơn 24 năm, đội tuyển tiếp tục giành thêm huy chương đồng tại giải này.

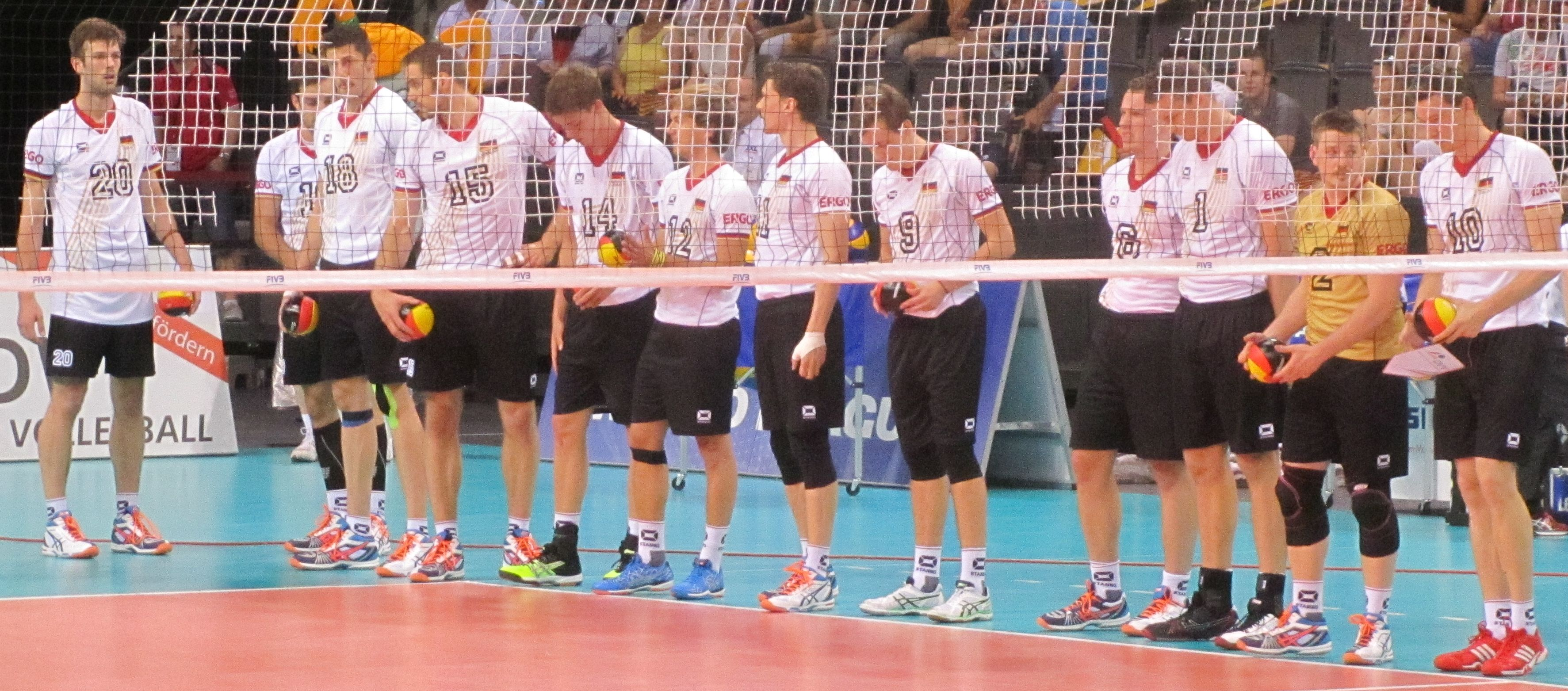
Đội tuyển tại giải Vô địch thế giới 2014

## Đội hình

### Huấn luyện viên
| Năm        | Tên                   |
| ---------- | --------------------- |
| 1956       | Eberhard Schulz       |
| 1957–1958  | Werner Lohr           |
| 1958–1970* | Edgar Blossfeldt      |
| 1959–1960  | Jerzy Pławczyk        |
| 1961–1964  | Alexander Mühle       |
| 1965–1971  | Miroslav Rovný        |
| 1971       | Josef Stolarik        |
| 1971       | Akira Kato            |
| 1971–1972  | Manfred Kindermann    |
| 1973–1974  | Michael Gregori       |
| 1974–1975  | Sebastian Mihăilescu  |
| 1976–1983  | Michael Gregori       |
| 1983–1987  | Zbigniew Jasiukiewicz |
| 1987–1990  | Stelian Moculescu     |
| 1990–1994  | Igor Prieložný        |
| 1995–1998  | Olaf Kortmann         |
| 1999–2008  | Stelian Moculescu     |
| 2009–2011  | Raúl Lozano           |
| 2012–2016  | Vital Heynen          |
| 2017-      | Andrea Giani          |

### Đội hình hiện tại
Dưới đây là danh sách các thành viên đội tuyển nam quốc gia Brasil tham dự giải World League 2017.
Huấn luyện viên chính:  Andrea Giani
| Stt. | Tên                 | Ngày sinh            | Chiều cao           | Cân nặng        | Nhảy đập        | Nhảy chắn       | Câu lạc bộ năm 2016–17    |
| ---- | ------------------- | -------------------- | ------------------- | --------------- | --------------- | --------------- | ------------------------- |
| 1    | Christian Fromm     | 15 tháng 8 năm 1990  | 2,04 m (6 ft 8 in)  | 99 kg (218 lb)  | 345 cm (136 in) | 324 cm (128 in) | Gi Group Monza            |
| 3    | Ruben Schott        | 8 tháng 7 năm 1994   | 1,92 m (6 ft 4 in)  | 85 kg (187 lb)  | 326 cm (128 in) | 309 cm (122 in) | Berlin Recycling Volleys  |
| 4    | Adam Kocian         | 1 tháng 4 năm 1995   | 1,92 m (6 ft 4 in)  | 83 kg (183 lb)  | 341 cm (134 in) | 315 cm (124 in) | Lüneburg                  |
| 5    | Moritz Reichert     | 15 tháng 3 năm 1995  | 1,94 m (6 ft 4 in)  | 85 kg (187 lb)  | 336 cm (132 in) | 314 cm (124 in) | United Volleys Rhein-Main |
| 6    | Denys Kaliberda (C) | 24 tháng 6 năm 1990  | 1,93 m (6 ft 4 in)  | 95 kg (209 lb)  | 343 cm (135 in) | 314 cm (124 in) | Cucine Lube Civitanova    |
| 8    | Marcus Böhme        | 25 tháng 8 năm 1985  | 2,11 m (6 ft 11 in) | 116 kg (256 lb) | 360 cm (140 in) | 330 cm (130 in) | Cuprum Lubin              |
| 9    | Egor Bogachev       | 6 tháng 4 năm 1997   | 2,03 m (6 ft 8 in)  | 82 kg (181 lb)  | 345 cm (136 in) | 325 cm (128 in) | Berlin Recycling Volleys  |
| 10   | Linus Weber         | 1 tháng 11 năm 1998  | 1,99 m (6 ft 6 in)  | 85 kg (187 lb)  | 336 cm (132 in) | 321 cm (126 in) | Berlin Recycling Volleys  |
| 12   | Leonhard Tille      | 27 tháng 3 năm 1995  | 1,82 m (6 ft 0 in)  | 72 kg (159 lb)  | 325 cm (128 in) | 312 cm (123 in) | Waldviertel               |
| 13   | Simon Hirsch        | 3 tháng 4 năm 1992   | 2,04 m (6 ft 8 in)  | 96 kg (212 lb)  | 352 cm (139 in) | 344 cm (135 in) | Gi Group Monza            |
| 14   | Moritz Karlitzek    | 12 tháng 8 năm 1996  | 1,91 m (6 ft 3 in)  | 91 kg (201 lb)  | 335 cm (132 in) | 310 cm (120 in) | Rottenburg                |
| 15   | Tim Broshog         | 2 tháng 12 năm 1987  | 2,05 m (6 ft 9 in)  | 112 kg (247 lb) | 340 cm (130 in) | 332 cm (131 in) | Powervolleys Düren        |
| 16   | Julian Zenger       | 26 tháng 8 năm 1997  | 1,90 m (6 ft 3 in)  | 80 kg (180 lb)  | 330 cm (130 in) | 315 cm (124 in) | Friedrichshafen           |
| 17   | Jan Zimmermann      | 12 tháng 2 năm 1993  | 1,90 m (6 ft 3 in)  | 82 kg (181 lb)  | 340 cm (130 in) | 312 cm (123 in) | United Volleys Rhein-Main |
| 18   | Georg Escher        | 8 tháng 12 năm 1994  | 2,04 m (6 ft 8 in)  | 95 kg (209 lb)  | 335 cm (132 in) | 325 cm (128 in) | United Volleys Rhein-Main |
| 19   | Daniel Malescha     | 28 tháng 4 năm 1994  | 2,03 m (6 ft 8 in)  | 90 kg (200 lb)  | 330 cm (130 in) | 315 cm (124 in) | Friedrichshafen           |
| 20   | Anton Brehme        | 8 tháng 10 năm 1999  | 1,99 m (6 ft 6 in)  | 86 kg (190 lb)  | 329 cm (130 in) | 322 cm (127 in) | Reudnitz                  |
| 21   | Tobias Krick        | 22 tháng 10 năm 1998 | 2,10 m (6 ft 11 in) | 85 kg (187 lb)  | 350 cm (140 in) | 330 cm (130 in) | United Volleys Rhein-Main |